# Sebastian Ohlsson
Sebastian Ohlsson (* 26. Mai 1993 in Göteborg) ist ein schwedischer Fußballspieler. Er ist in der Verteidigung und im Sturm einsetzbar und steht in seiner Heimat beim IFK Göteborg unter Vertrag.

## Karriere
Ohlsson begann in seiner Geburtsstadt Göteborg beim Qviding FIF mit dem Fußballspielen. Im Anschluss wurde er in der Akademie des IFK Göteborg aufgenommen und weiter ausgebildet. Mit 19 Jahren verlieh ihn der Verein an den Drittligisten Örgryte IS, mit dem er bis ins Viertelfinale des schwedischen Pokals gelangte und als Meister der Südstaffel in die Superettan aufsteigen konnte. Im Anschluss an das Leihgeschäft wurde der Verteidiger fest verpflichtet und stand in der Saison 2013 in 26 Ligaspielen auf dem Feld. Nach dem Wiederabstieg in die Division 1 kam Ohlsson weiterhin regelmäßig zum Einsatz und wurde im Angriff aufgeboten; so gelangen ihm 2015 16 Saisontreffer sowie vier Vorlagen, womit er einen entscheidenden Anteil am erneuten Aufstieg der Mannschaft hatte. Im Frühjahr 2017 kehrte Ohlsson zum IFK Göteborg zurück und kam für diesen erstmals in der höchsten schwedischen Spielklasse zum Einsatz. Dort wurde er in der Folge zum Stammspieler und Mannschaftskapitän und war ab der Saison 2018 wieder auf der Position des Verteidigers aktiv. Zum 5. Spieltag der Saison 2019/20 wechselte der Schwede nach Deutschland zum Zweitligisten FC St. Pauli, der auch schon seinen Landsmann Viktor Gyökeres leihweise verpflichtet hatte. Er erhielt bei den Hamburgern einen Zweijahresvertrag. Nach Ablauf diesem und kurzer Vereinslosigkeit ging Ohlsson im September 2022 zu seinem ehemaligen Verein IFK Göteborg zurück. Dort war er allerdings wegen des Wechsels außerhalb der Frist erst ab Anfang 2023 spielberechtigt.

## Erfolge
Örgryte IS
- Aufstieg in die Superettan: 2012, 2015